# Dalibor Brochard

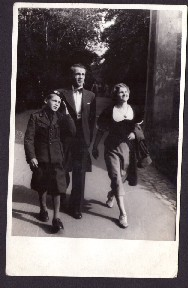
Malý Dalibor (vlevo) s matkou (Marie Šmídková) a nevlastním otcem (Václav Ungr)(vlevo)

Dalibor Eugen Brochard (11. května 1924 Nitra, Československo – 14. března 1945 Azorské ostrovy) byl československý letec 246. perutě RAF. Narodil se jako druhý syn Otakara Brocharda (první o rok starší syn zemřel po porodu) a Marie Brochardové rozené Šmídové 11. května 1924 v Nitře. Jeho otec byl profesionálním vojákem československé armády, který zemřel někdy na přelomu roku 1934. Dalibor Brochard již v té době nastoupil na vojenské gymnázium v Moravské Třebové. Na konci roku 1938 měl možnost odjet do Velké Británie v rámci vojenského školení mladých československých studentů, kde studoval na škole v Carlisle. V březnu 1939 byl jedním z dětí zachráněných Wintonovým transportem z Prahy.[zdroj?] Nejprve dobrovolně nastoupil do 311. perutě RAF jako radiotelegrafista (služební číslo 787809). Později byl převelen do 246. perutě RAF jako radiotelegrafista (Wireless Operator) a střelec. Za svou službu obdržel 30. 7. 1943 Československou medaili Za chrabrost před nepřítelem, 20. 7. 1944 RAF Long service and Good Conduct Medal a 1. 9. 1944 Československý válečný kříž 1939. Zemřel při letecké havárii Liberatoru na Azorských ostrovech 14. března 1945. 18. 12. 2008 převzali zástupci ministerstva vnitra SR jeho ostatky (tato informace je rozporována ) a byl pochován v Nitře . V současné době je jeho jméno uvedeno na obecním památníku v Dobřívě u Rokycan, na VHÚ v Praze Žižkově, na pomníku před městským úřadem v Praze Dejvicích, na Památníku Okřídleného lva na pražském Klárově a rovněž na War Memorial v Carlisle .

## Mládí
Na jeho soukromý život vzpomíná v současnosti (2011) jediná žijící pamětnice, jeho nevlastní sestřenice Jiřina Krejčová rozená Ungrová:
V rokycanském okrese leží obec Dobřív, kde po první světové válce sbor dobrovolných hasičů „zastřešil“ ochotnický spolek.
Jak můj tatínek, tak jeho tři bratři rádi zpívali a hráli divadlo.
Do Dobříva jezdila k svému bratru pekaři Šmídovi jeho ovdověla sestra Marie, provdaná Brochardová, která toho času bydlela v Praze. Měla synka Dalibora, který byl žákem vojenského gymnázia v Moravské Třebové. Zúčastňovala se v obci všech veřejných akcí a hlavně také hrála divadlo. Tak se s ní seznámil tatínkův nejmladší bratr, tedy svobodný. Odešel také do Prahy, kde pracoval v továrně na letecké motory ve Waltrovce v Jinonicích. Později se přistěhovali do Dobříva natrvalo. Tak jsme se seznámili i s Daliborem – pro nás s Borkem.
Na prázdniny přijížděl synek Dalibor, který byl o rok starší než já. Borka jsme si zamilovali. Byl to milý chlapec a s námi se dokonale sžil. Můj bratříček, tehdy 6letý na Borkovi, jak se říká „věsel“.
Když ve třicátých letech minulého století k nám začalo z Německa hrozit hrozit bouří, absolventi vojenského gymnázia měli možnost včas uniknout do Anglie. Jakým způsobem nevím, bylo mi 12 let a o politické záležitosti jsem se nestarala.
Po prázdninách 1938 se Borek přišel rozloučit a víc jsme jej neviděli. Teta (Marie) se nějakým záhadným způsobem dověděla, že je u letectva. Stejně všechny zprávy spíše před námi dětmi tajili.
Poslední Borkův dopis naší rodině byl z března 1938. Měla jsem radost, když jsem se ve svých 86 letech dověděla o poctě, které se mu po 65 letech dostalo. Jsem poslední pamětník žijící.
Na to volno, co se Dalibor tak těšil, jsme s tetou Marií šli do Milošova Borkovi napsati, měl přijet vlakem na Zastávku. Byl večer a celou oblohu rozzářila nádherná růžová záře. Jak jsme se později dověděli, byla to polární záře, tady nikdy nevídaná.

Poslední dopis odeslaný rodině Jiřiny Krejčové (Ungrové).

## Smrt
Zemřel při letecké havárii 14. března 1945 s dalšími členy posádky, když se jejich letounu zastavil motor. Stroj narazil do skály na Azorských ostrovech.

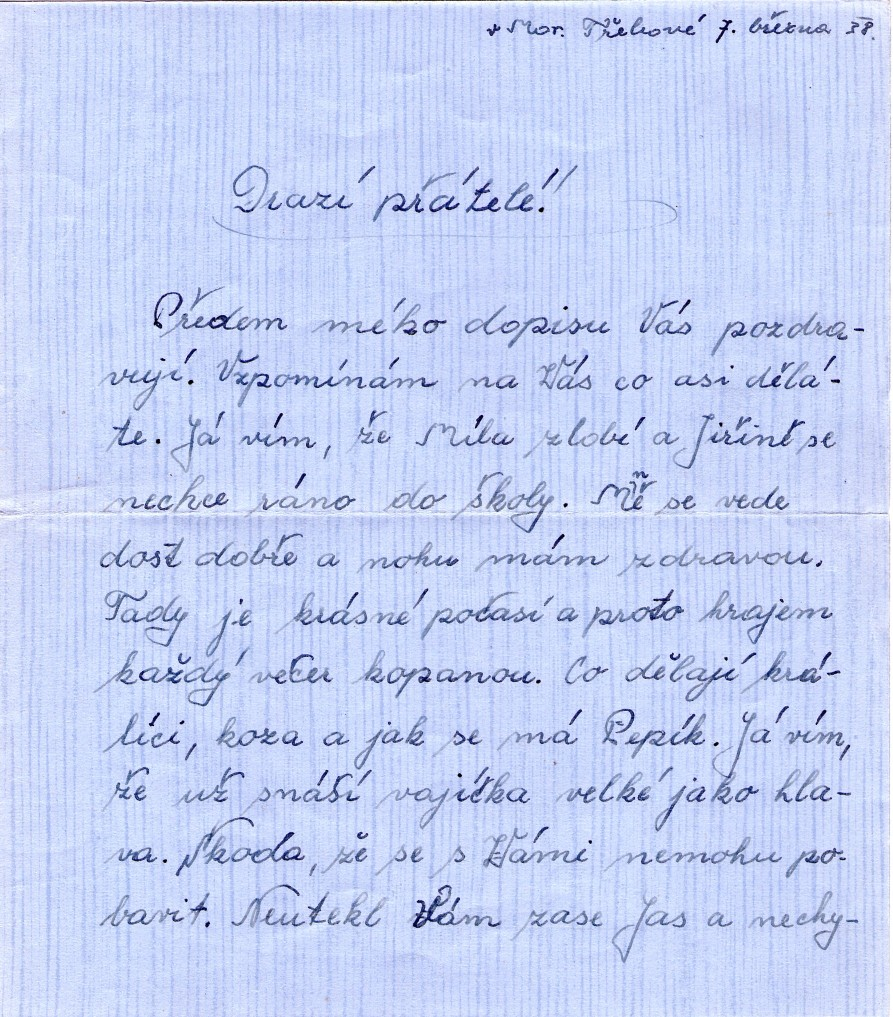
Poslední dopis Dalibora Brocharda
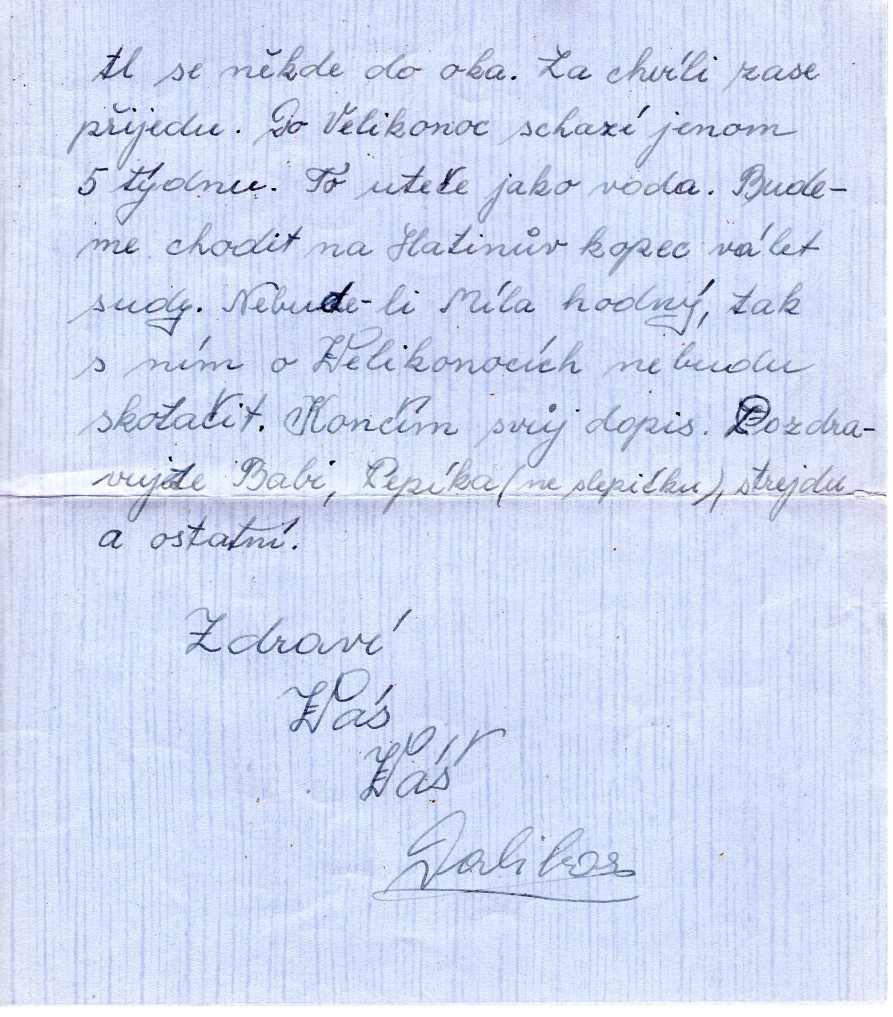
Poslední dopis Dalibora Brocharda